# Les Sons décadents de Faye
Albums de Faye Wong
Se plaire à soi-même
(1994) Di-Dar
(1995)
Fēi mǐmǐ zhī yīn (菲靡靡之音, Le son (non) décadent de Faye), sorti en juillet 1995, est le onzième album de Faye Wong. Ce onzième album est sorti sur le label Cinepoly. C'est un album de reprises de chansons de Teresa Teng.
La chanson Je souhaite que les gens vivent longtemps (但願人長久/但愿人长久) est à l'origine chantée par Deng Lijun.

## Titres
| No  | Titre                                     | Titre V.O.   | Durée |
| --- | ----------------------------------------- | ------------ | ----- |
| 1.  | Lotus dans la neige                       | 雪中蓮       | 3:27  |
| 2.  | Tu es dans mon cœur                       | 你在我心中   | 4:23  |
| 3.  | Je souhaite que les gens vivent longtemps | 但願人長久   | 4:20  |
| 4.  | Son cœur, mon cœur                        | 君心我心     | 4:00  |
| 5.  | Lieu du premier amour                     | 初戀的地方   | 3:36  |
| 6.  | Fille de Nanhai                           | 南海姑娘     | 3:08  |
| 7.  | Si j'étais sincère                        | 假如我是真的 | 2:59  |
| 8.  | Froideur du lac vert de jade              | 翠湖寒       | 3:41  |
| 9.  | Au Crépuscule                             | 黃昏裡       | 3:17  |
| 10. | Frustration                               | 奈何         | 3:47  |
| 11. | Un Petit Souhait                          | 一個小心願   | 3:39  |
| 12. | Voir la Fumée de la cheminée              | 又見炊煙     | 3:38  |
| 13. | Nostalgie de mon village natal.           | 原鄉情濃     | 3:14  |